# Del Moore
Marion Delbridge Moore, conocido artísticamente como Del Moore (Pensacola, 14 de mayo de 1916-Encino (Los Ángeles), 30 de agosto de 1970) fue un actor, comediante y locutor de radio estadounidense.

## Biografía
Tras servir en las Fuerzas Aéreas del Ejército de los EE. UU. en la Segunda Guerra Mundial, Moore apareció en 1952 en el primero de varios cortos de comedia So You Want To... de Warner Bros. con George O'Hanlon. Coprotagonizó la primera comedia televisiva Life with Elizabeth (1953-1955), con Betty White. Apareció en muchos episodios de Dragnet y Adam-12 y fue un habitual en la serie Bachelor Father interpretando a Cal Mitchell. Durante varios años, a finales de la década de 1950, presentó un programa infantil diario junto a Willy the Wolf (un personaje de tamaño adulto parecido a un muppet), además de presentar el Late Late Show en el canal 11 de KTTV en Los Ángeles.
Moore intervino en papeles secundarios en varias películas de Jerry Lewis, tales como Cinderfella, The Big Mouth, The Disorderly Orderly o The Nutty Professor en el papel de rector de la universidad. También estuvo en la película para adolescentes de 1967 Catalina Caper.
Por su trabajo en televisión, Del Moore recibió, el 8 de febrero de 1960, la estrella ubicada en el nº 6405 del Paseo de la fama de Hollywood.
Moore estuvo casado dos veces: con Jessie Newbold (m. 1937 en Florida) y con Gayle Pearl Ferber (m. 25 de marzo de 1945 en California).
Falleció a causa de una hemorragia cerebral a la edad de 54 años. Fue incinerado en el Forest Lawn Memorial Park en Glendale (California).

## Filmografía (selección)
- Bus Stop (1956)
- Hollywood or Bust (1956)
- The Bellboy (1960)
- Cinderfella (1960)
- Dondi (1961)
- The Last Time I Saw Archie (1961)
- The Ladies Man (1961)
- The Errand Boy (1961)
- Stagecoach to Dancers' Rock (1962)
- It's Only Money (1962)
- The Nutty Professor (1963)
- Who's Minding the Store? (1963)
- The Patsy (1964)
- The Disorderly Orderly (1964)
- Two on a Guillotine (1965)
- Three on a Couch (1966)
- Movie Star, American Style or; LSD, I Hate You (1966)
- Catalina Caper (1967)
- The Big Mouth (1967)
- Hook, Line & Sinker (1969)